# 1041
 Năm 1041 là một năm trong lịch Julius. 